# 京阪東ローズタウン
京阪東ローズタウン（けいはんひがしローズタウン）は、京都府京田辺市と八幡市に跨る丘陵地に開発されている住宅地である。両市と大阪府枚方市との境に近い。

## 概要
開発主体は京阪電気鉄道で、開発面積は約159万平方メートル、計画戸数は約4,500戸である。1992年より入居が開始され、現在もなお、土地の造成、住宅分譲が続けられている。
入居する住民が愛着を持って住み続ける「ホームタウン」を目指して、『太陽と緑と健康の街』をテーマとしたまちづくりが進められている。開発主体である京阪電気鉄道は、単に住宅地というハード面でのまちづくりだけでなく、住民同士のコミュニティづくりをサポートするために「たうんくらぶ」を設け、ソフト面でのまちづくりにも積極的に関わっている。街開きから15年を迎えた2007年春からは、「共に育み、共に育つ」を意味する造語である『共育（ともいく）』をまちづくりのテーマとして新たに加え、ソフト面でのまちづくりを重視する姿勢をより強くしている。
なお、京阪電気鉄道は、京阪東ローズタウンにおけるまちづくりについて、2002年に国土交通大臣より「まちづくり功労者」表彰を受けている。
造成工事は京阪電気鉄道を施行者とする土地区画整理事業として行われた。タウン全域は12の事業地区（京田辺市域6地区、八幡市域6地区）に分けられ、それぞれの事業地区ごとに全体の開発スケジュールにあわせて時期をずらして土地区画整理事業を施行された。このため、分譲された住宅の入居が始まるまでには、その地区の換地処分が終わり土地区画整理事業が完了していた。なお、京阪電気鉄道はタウン内の全ての土地を買収して造成工事を行っているわけではないので、造成工事終了の時点でも京阪電気鉄道の所有でない土地も存在している。
2010年3月に最後の事業地区である「美濃山第6地区」（八幡市域）の土地区画整理事業が完了したが、この時点でも未開発のままの土地が一部に残されており、現在でも造成工事が継続している。

## 交通

### 道路
第二京阪道路がタウンのほぼ中央を南北に貫いている。専用部・一般部ともに掘割構造となっている。2010年3月20日の第二京阪道路全通時に、立体道路制度を活用し、道路を覆う人工地盤上に京田辺パーキングエリアが設置された。
東西方向には京都府八幡市から木津川市までを結ぶ都市計画道路・山手幹線が通じている。また、第二京阪道路にほぼ平行して、京都府道736号交野久御山線が通じている。

### 鉄道
西日本旅客鉄道（JR西日本）学研都市線 松井山手駅がタウン中央部東寄りにある。

### バス
松井山手駅前から、近鉄新田辺駅、京阪樟葉駅、摂南大学枚方キャンパスの各方面との間で運行されているほか、タウン内の循環バス、京都駅八条口との間の直通急行バス「ダイレクトエクスプレス直Q京都号」も運行されている。いずれも京阪バスが運行している。
また、第二京阪道路京田辺パーキングエリア内の高速バス停「高速京田辺」から、関西国際空港との間のリムジンバス（京阪バス、関西空港交通、大阪空港交通の共同運行）、銚子駅・成田空港・長野駅・白浜の各方面との間の夜行高速バス、白浜方面との間の昼行高速バスも運行されている。
なお、2010年3月24日までは、松井山手駅前から関西国際空港との間のリムジンバスも運行されていた（京阪バスと関西空港交通との共同運行）が、第二京阪道路の全線開通に伴うリムジンバス路線の再編により廃止され、それに代わって、翌日から京都駅八条口発のリムジンバスが名神高速・近畿自動車道経由から第二京阪道路経由に変更され、「高速京田辺」での乗降取り扱いを行うようになり、本数も3倍以上に増便している。
また、2007年4月20日から2008年12月25日までは、松井山手駅前から大阪国際空港との間のリムジンバスも運行されていたが、現在は休止されている。

#### タウン内のバス停留所
- 美濃山小学校、きんめい公園、欽明台西、ソフィアモール、クレイン京都、欽明台北、つつじ公園、欽明台東、あかねヶ丘（八幡市）
- 山手西、山手中央、松井山手駅、山手東、高速京田辺、高速京田辺前（京田辺市）

## 街区
タウン内の街区は計画的に配置され、都市計画法に基づく用途地域指定による制限のほか、京田辺市・八幡市の条例による地区計画による制限も行われており、長期間にわたって町並みが維持されるように配慮されている。

### 行政上の街区
京田辺市域は山手中央、山手東、山手南、山手西の4区域に、八幡市域は欽明台中央、欽明台東、欽明台西、欽明台北の4区域に分けられている。京田辺市域については山手東は一丁目～二丁目に、山手南は一丁目～四丁目に、山手西は一丁目～三丁目に更に区分されている。八幡市域については丁目による区分は行われていない。
町名の共通部分などにより、京田辺市域をまとめて「松井山手地区」、八幡市域をまとめて「欽明台地区」とも呼称する。

### タウン整備上の街区
行政上の区域とは別に8つの街区に分けられ、そのうち6つの街区に「○○ヶ丘」の呼称が付けられている。

#### 若葉ヶ丘
京阪東ローズタウンで最初に入居が開始された街区である。
- 町丁名：京田辺市山手東一丁目（全域）

#### 美鳥ヶ丘
京阪東ローズタウンで2番目に入居が開始された街区である。
- 町丁名：京田辺市山手南二丁目・三丁目・四丁目（全域）

#### ひかりヶ丘
マンション等の集合住宅を中心として構成されている街区である。
センター地区を挟んで南北2つの街区に分かれている。
- 町丁名：京田辺市山手南一丁目（全域）、山手東二丁目（1番地以外）
- 主な施設・建築物:
  - 「京阪東ローズタウン・ファインガーデン」（マンション・5～19階建・5棟・320戸・1999年3月第1期(A・B・C棟)完成・1999年6月(D・E棟)完成）
京阪東ローズタウンで最初に建設されたマンションである。
  - 「京阪東ローズタウン・ファインパーク」（マンション・5～19階建・3棟・462戸・2004年10月第1期(C棟)完成・2005年3月(A・B棟)完成）
  - 「リーベスト松井山手」（マンション・5階建・1棟・54戸・2001年完成）
  - 「アルス松井山手」（マンション・5階建・2棟・102戸・2006年完成）

#### あゆみヶ丘
京阪東ローズタウンで3番目に入居が開始された街区である。
- 町丁名：八幡市欽明台中央（1～36番地）、欽明台東（1～4番地）、欽明台西（22番地～）
- 主な施設・建築物:
  - 「京阪東ローズタウン・ファインガーデンあゆみヶ丘」（マンション・5～14階建・5棟・351戸・2002年3月第1期(A・B・C・D棟)完成・2002年6月(E棟)完成）

#### あかねヶ丘
京阪東ローズタウンで4番目に入居が開始された街区である。
- 町丁名：八幡市欽明台中央（37～63番地）、欽明台東（5番地～）、欽明台西（1～21番地）
- 主な施設・建築物:
  - 「京阪東ローズタウン・ファインガーデンスクエア」（マンション・5～14階建・6棟・622戸・2008年5月第1期(A・B・E棟)完成・2009年3月(C・D・F棟)完成）

#### ちとせヶ丘
京阪東ローズタウンで5番目に入居が開始された最も新しい街区である。
- 町丁名：京田辺市山手西一丁目・二丁目・三丁目（全域）
- 主な施設・建築物:
  - 「京阪東ローズタウン・ライズプレイス」（マンション・15階建・1棟・132戸・2017年1月完成）
  - 「ロゼリ松井山手」（複合商業施設・1階建・5棟・2018年3月完成）

#### 松井山手駅前のセンター街区
松井山手駅前の「商業専用地区」である。地区計画により住居を持つ建物の建築は禁止されている。
- 町丁名：京田辺市山手中央（全域）
- 主な施設・建築物:
  - 「フレスト松井山手店」（複合商業施設・1～3階建・3棟・1999年完成・2006年増築）
  - 「ブランチ松井山手」（複合商業施設・1～2階建・4棟・2018年12月完成）
  - 「スパ＆ホテル水春 松井山手」（温浴施設及びビジネスホテル・1棟・3～6階建・2018年12月完成）
  - 「タウンプラザ」（商業ビル・2階建・1棟・1992年完成・2015年閉館）→跡地に「ブランチ松井山手」

#### 欽明台北の商業施設街区
京阪東ローズタウンで最も北に位置する商業施設を中心とした街区である。
すぐ北側を新名神高速道路が通過する計画のため、非居住区域と位置づけられている。
- 町丁名：八幡市欽明台北（全域）
- 主な施設・建築物:
  - 「ソフィアモール」（複合商業施設・1～2階建・4棟・2000年完成）
  - 「ホームセンタームサシ京都八幡店」（複合商業施設・2階建・1棟・2005年完成）
  - 「コストコホールセール京都八幡倉庫店」（会員制スーパー・2階建・1棟・2011年12月完成）

### 土地利用計画
地区計画として、京田辺市域では「松井山手地区地区計画」、八幡市域では「欽明台地区地区計画」が定められている。
両計画で細かな違いがあるが、大きく分けると13の土地利用形態別の地区に分けられている。

## 特徴あるシステム等
開発主体である京阪電気鉄道の「くずはローズタウン」、「びわこローズタウン」での経験を元に、様々なアイデアが出されその一部が実現している。

### たうんくらぶ
住民同士のコミュニティづくりをサポートするシステムとして、京阪電気鉄道が運営している会員制組織である。京阪東ローズタウンの居住者は世帯単位で入会することができる。（事実上、入居すると自動的に入会となる。）入会金・年会費は無料であり、イベント参加時には参加費（実費）を負担する。
生活情報ガイドブック・会報誌の発行、夏祭り（自治会等と共催）とクリスマスイベントの開催、住民主催のイベント・サークルの支援を行っている。また、生活サポートサービスの割引特典なども用意されている。
なお、実際の運営は京阪電気鉄道の子会社である京阪カインドに委託されている。

### ホームセキュリティシステム
タウン内に警備センターを持つ専用のホームセキュリティシステムが用意されており、入居時に強制契約となる。（土地売買契約の条件となっている。）京阪ホールディングスの子会社である京阪ビルテクノサービスが運営している。タウン全体のセキュリティシステムという側面もあるため、タウン内をガードマンの乗ったパトロールカーが定時巡回を行っている。
なお、戸建住宅については入居時に5年分一括契約となる。このため、事実上、強制契約となるのは入居後5年間のみであり、その後は任意である。

### ケーブルテレビ
タウンの大部分は地上波テレビ放送の難視聴地域にあたる。これは、在阪テレビ局の送信所がある生駒山頂から見て山陰であることと、タウン内を関西電力の27万5千ボルト高圧送電線が横切っているためである。このため、共聴アンテナ設備を設置する必要があったが、この代わりにケーブルテレビが整備され、ケイ・キャット（現・オプテージ） が運営するHFC方式ケーブルテレビのサービスエリアに含まれていた。
なお、タウン全域は、オプテージが提供 しているFTTH方式（=光ファイバーを利用）ケーブルテレビのeo光テレビのサービスエリアに含まれている。また、スカパーJSATがNTT西日本との提携で提供している同類のフレッツ・テレビのサービスエリアにも含まれている（京田辺市域は2010年9月1日からサービス開始）。
当タウンの一戸建て住宅については、ケーブルテレビへの加入が土地売買契約の条件となっており、入居時にeo光テレビ、フレッツ・テレビのいづれかと契約を結ばないといけない。
当タウンのHFC方式ケーブルテレビは、2000年から分譲が開始された八幡市域では、当初からケイ・キャットが事業者としてサービスを行っているが、1992年から分譲が開始された京田辺市域では、当初、京阪電気鉄道が事業者としてサービスを行っていた。
1992年当初は地上波・BSの再送信のみであったが、1996年4月から、京阪ケーブルテレビジョン と京阪電気鉄道の共同事業として都市型サービスが開始された。テレビ放送のチャンネルについてはケイ・キャットが枚方市・八幡市で行っていたサービスと全く同じであったが、設備の所有と地上波・BSの再送信サービスは京阪電気鉄道が行い、独自チャンネルとCSチャンネルの放送はケイ・キャットが帯域の一部を借りて行う形態であった。
2000年12月からはリマックス方式によるBSデジタル放送の再送信も開始されている。ただし、設備は1992年に整備した450MHz同軸方式のままであり、ケーブルインターネット、デジタルCATVや地上デジタル放送の再送信は行われていなかった。
2011年7月のデジタル放送完全移行を控え、京田辺市域での地上デジタル放送の再送信への対応について注目されていたが、2007年2月に京田辺市域のケーブルテレビを全面的にケイ・キャットに移管し、ケイ・キャットが既存の同社サービスエリアと同等の設備に改修した。改修後は地上デジタル放送の再送信、デジタルCATVのサービス、ケーブルインターネットにも対応している。
なお、ケイ・キャットは2012年10月1日のケイ・オプティコムへの法人統合に伴い、それ以後は、HFC方式を同9月30日までにそれへ申し込んでいる世帯については引き続きHFCを利用可能としながら、新規のHFC方式の加入、並びにHFCからFTTHに回線を変更した場合も新規申し込みと同様にHFCへの再切替も不可となったため、FTTH方式のeo光テレビ、フレッツ・テレビのいずれかに加入しなければならない。FTTH方式の加入を希望しない場合は、HFC方式の再送信サービスに強制加入となる。
マンションについては、マンションの地上波共聴アンテナの代わりとしてHFC方式ケーブルテレビが引き込まれており、再送信サービスだけであれば各戸での加入の必要はなかったが、2016年3月31日で施設の老朽化に伴いこのHFC方式の配信は廃止されることが決まった。このため、継続して利用する場合は戸建てと同様にeo光、フレッツ光への移行などが求められる。

### 断念されたもの
バブル崩壊などの状況変化により断念されたものもある。

#### タウン独自のコミュニティチャンネル
ケーブルテレビに専用のコミュニティチャンネルを設けて住民同士のコミュニティづくりに活用することが構想されていた。京田辺市域で、当初、京阪電気鉄道が事業者となっていたのはこのためでもある。
なお、コミュニティーチャンネルは上述のケイ・キャット（含eo光テレビ）で「ケイ・キャットチャンネル」「eo光チャンネル」で提供しているが、後者は関西圏の「ケイ・キャットeo光テレビ」サービス提供地域と同じ広域放送内容となっている。

#### 京阪百貨店出店
センター地区には、JR学研都市線の鉄道アクセスと第二京阪道路・山手幹線の道路アクセスを生かした郊外型商業施設の構想があった。その核店舗として京阪百貨店の出店が計画されていた。

#### クリニック地区
「ひかりヶ丘」の一角、「ファインガーデン」の西隣に診療所を集積する構想があった。

## 公共施設等（タウン近隣地区を含む）

### 官公庁
- 京都府警田辺警察署 松井山手交番〔センター地区周辺／京田辺市山手東〕
- 京都府警八幡警察署 美濃山交番〔あゆみヶ丘／八幡市欽明台西〕
- 京田辺市消防署北部分署〔タウン近隣／京田辺市花住坂〕
- 京田辺市北部住民センター〔タウン近隣／京田辺市大住〕
- 京田辺市老人福祉センター〔タウン近隣／京田辺市大住〕
- 京田辺市大住児童館〔タウン近隣／京田辺市大住〕
- 八幡市美濃山コミュニティセンター〔あゆみヶ丘／八幡市欽明台西〕
- 八幡市子ども・子育て支援センターすくすくの杜〔近隣商業地区／八幡市欽明台北〕

### 学校等
- 京田辺市立大住中学校〔タウン近隣／京田辺市大住〕
- 京田辺市立松井ヶ丘小学校〔タウン隣接地／京田辺市松井〕
- 京田辺市立松井ヶ丘幼稚園〔タウン隣接地／京田辺市松井〕
- 八幡市立男山東中学校〔タウン近隣／八幡市内里〕
- 八幡市立美濃山小学校〔あゆみヶ丘／八幡市欽明台西〕
- 歩学園幼稚園（幼保連携型認定こども園）〔近隣商業地区／八幡市欽明台北〕
- 松井ヶ丘保育園〔ひかりヶ丘／京田辺市山手東〕
- 松井ヶ丘保育園分園「パステルキッズ」〔センター地区／京田辺市山手中央〕
- 山鳩第二保育園〔あゆみヶ丘／八幡市欽明台西〕

### 公園
- 近隣公園
  - 諏訪ヶ原公園〔若葉ヶ丘／京田辺市山手東一丁目〕
  - きんめい公園〔近隣商業地区／八幡市欽明台北〕
- 街区公園（京田辺市）
  - もくもく公園〔若葉ヶ丘／京田辺市山手東一丁目〕
  - わくわく公園〔美鳥ヶ丘／京田辺市山手南四丁目〕
  - すいすい公園〔ちとせヶ丘／京田辺市山手西一丁目〕
  - ぽっかり公園〔ちとせヶ丘／京田辺市山手西二丁目〕
  - ふわふわ公園〔ひかりヶ丘～美鳥ヶ丘／京田辺市山手南一丁目・二丁目〕
厳密には街区公園ではなく緑地である。
- 街区公園（八幡市）
  - 欽明つつじ公園〔あゆみヶ丘／八幡市欽明台北〕
  - 欽明こぶし公園〔あゆみヶ丘／八幡市欽明台中央〕
  - 欽明はぎ公園〔あゆみヶ丘／八幡市欽明台西〕
  - 欽明くちなし公園〔あゆみヶ丘／八幡市欽明台西〕
  - 欽明あじさい公園〔あかねヶ丘／八幡市欽明台中央〕
  - 欽明やまぶき公園〔あかねヶ丘／八幡市欽明台西〕

### 医療機関
- みのやま病院（内科・整形外科・リハビリテーション科）〔近隣商業地区／八幡市欽明台北〕
- 松井山手クリニック（内科・小児科・皮膚科）〔ひかりヶ丘／京田辺市山手東〕
- 私立山手中央診療所（内科・外科）〔センター地区周辺／京田辺市山手南〕
- やすだこどもクリニック（小児科）〔あかねヶ丘／八幡市欽明台西〕
- 新田クリニック（内科）〔センター地区周辺／京田辺市山手東〕
- なお眼科クリニック〔センター地区周辺／京田辺市山手西〕
- ひろしば耳鼻咽喉科〔センター地区周辺／京田辺市山手西〕
- 伊藤皮フ科〔センター地区周辺／京田辺市山手東〕
- 吉田歯科医院〔センター地区周辺／京田辺市山手南〕
- 松井山手西川歯科医院〔センター地区周辺／京田辺市山手南〕
- 古市歯科医院〔センター地区周辺／京田辺市山手南〕
- 辰巳歯科医院〔センター地区周辺／京田辺市山手東〕
- まえだカイロプラクティック院〔センター地区周辺／京田辺市山手南〕

## 商業施設
松井山手駅周辺のセンター地区、タウン北西部の近隣センター地区、センター地区に隣接する地区、山手幹線沿道に商業施設が立地している。主な商業施設は次の通り。

### 複合商業施設・スーパーマーケット

#### センター地区とその周辺
- フレスト松井山手店
- ブランチ松井山手

#### 山手幹線沿道
- ロゼリ松井山手

#### 近隣センター地区とその周辺
- ソフィアモール
- ホームセンタームサシ京都八幡店
  - MISUGIYA 京都八幡店〔食品スーパー〕
- コストコホールセール 京都八幡倉庫店

### 物販

#### センター地区とその周辺
- TSUTAYA 松井山手駅前店〈フレスト松井山手店内〉
- コクミンドラッグ 松井山手店〔ドラッグストア〕〈フレスト松井山手店内〉
- ローソン 松井山手駅前店
- パティスリー・ナチュール・シロモト 本店〔洋菓子〕
- パティスリー ファシナシオン〔洋菓子〕
- ネッツトヨタヤサカ 松井山手店
- ケーズデンキ 松井山手店
- ディスカウントドラッグコスモス 松井山手店
- Aming 松井山手店〔生活雑貨〕〈ブランチ松井山手内〉
- ザ・ダイソー ブランチ松井山手店〈ブランチ松井山手内〉
- 眼鏡市場 BRANCH松井山手店〈ブランチ松井山手内〉

#### 山手幹線沿道
- ローソン 京田辺山手西店 - 日本で初めて、太陽電池とリチウムイオン電池を組み合わせて日中の消費電力のピークカットを行うシステムとCO2冷媒を用いたノンフロンタイプの冷蔵ショーケースを設置したコンビニである[5]。
- ドラッグユタカ松井山手店〈ロゼリ松井山手内〉
- GEOGRAPHY 松井山手店〔カジュアルウェア〕
- やまや 松井山手店
  - ザ・ダイソー やまや松井山手店
- 紳士服はるやま 松井山手店
- ジョフラン 松井山手店〔洋菓子・カフェ〕
- 菓子庵はちまん 欽明台店〔和菓子〕
- おうすの里 松井山手店〔梅干〕

#### 近隣センター地区とその周辺
- ザ・シューズ 京都八幡店〔靴〕〈ホームセンタームサシ京都八幡店内〉
- OUTLET-J 京都八幡店〔アウトレットカジュアルファッション〕〈ホームセンタームサシ京都八幡店内〉
- ナフコTWO-ONE STYLE 京都八幡店〔家具・インテリア〕〈ホームセンタームサシ京都八幡店内〉
- ヒマラヤスポーツ＆ゴルフ ムサシ京都八幡店〔スポーツ用品〕〈ホームセンタームサシ京都八幡店内〉
- エディオン 松井山手店〈ソフィアモール内〉
- SAKE市場グランマルシェ ソフィアモール店〔リカーショップ〕〈ソフィアモール内〉
- ザ・ダイソー ソフィアモール八幡欽明台店〈ソフィアモール内〉
- 眼鏡市場 ソフィアモール店〈ソフィアモール内〉
- ミニストップ 八幡欽明台店
- パティスリー・ナチュール・シロモト 欽明台店〔洋菓子・カフェ〕
- 小倉山荘 松井山手店
- シャ・ノワール 松井山手店〔洋菓子〕
- カメラのキタムラ 八幡／松井山手店
- 洋服の青山 松井山手店

### レストラン

#### センター地区とその周辺
- MELANGE DE SHUHARI（メランジュ ドゥ シュハリ）〔カフェ・洋菓子〕〈フレスト松井山手店内〉
- マクドナルド 松井山手店
- マクドナルド フレスト松井山手店〈フレスト松井山手店内〉
- ガスト 松井山手店
- 梅の花 松井山手店〈ブランチ松井山手内〉
- にぎり長次郎 松井山手店〈ブランチ松井山手内〉

#### 山手幹線沿道
- カレーハウスCoCo壱番屋 京田辺松井山手店
- 鎌倉パスタ 松井山手店
- モスバーガー 松井山手店
- 京都錦わらい 松井山手店〔お好み焼き・鉄板焼〕
- 函館市場 京都松井山手店〔回転寿司〕
- ステーキガスト 松井山手店
- 焼肉じゅうじゅうカルビ 松井山手店
- 丸亀製麺 松井山手店

#### 近隣センター地区とその周辺
- ベビーフェイスPlanets 松井山手店〔パスタ〕〈ソフィアモール内〉
- めん料理老舗 味万
- COCO’S（ココス） 京都八幡店
- 魚べい 京都八幡店
- ケンタッキーフライドチキン松井山手欽明台店

### サービス

#### センター地区とその周辺
- SMBCコンサルティングプラザ 松井山手（三井住友銀行くずは支店出張所）〈フレスト松井山手店内〉
- りそなパーソナルステーション 松井山手（りそな銀行くずは支店出張所）
- 京都中央信用金庫 松井山手支店
- 京都信用金庫 松井山手支店
- 京田辺松井山手郵便局
- コ・ス・パ松井山手〔フィットネスクラブ〕〈フレスト松井山手店内〉
- JEUGIAカルチャーセンター松井山手〔カルチャー教室〕〈ブランチ松井山手内〉
- ROCKMATE 松井山手店〔ボルダリングジム〕〈ブランチ松井山手内〉
- リムジンセンター松井山手〔旅行代理店・リムジンバス待合所〕
  - 京都京阪バス松井山手営業所
- 京都銀行 松井山手支店
- 南都銀行 松井山手支店
- ジャラン 京田辺店〔パチンコ店〕 - 出店に際して起こった問題については諸問題の項を参照。
- 出光興産 松井山手SS
- SPA&HOTEL水春 松井山手〔温浴施設・ビジネスホテル〕

#### 山手幹線沿道
- 太陽石油 サントップローズタウンSS

#### 近隣センター地区とその周辺
- ハロースポーツテニススクエア〔テニスコート〕
- クレイン京都〔乗馬クラブ〕
- 京阪ファーストリフォームプラザ
- グンゼスポーツ京都八幡

## 沿革
- 1967年11月 京阪電鉄が京都府綴喜郡八幡町大字美濃山で土地買収を開始。
- 1972年7月 京阪電鉄が京都府綴喜郡田辺町大字松井で土地買収を開始。松井ヶ丘の開発中止後の未開発地も大和団地より買収。
- 1977年11月1日 八幡町が市制を施行し八幡市となる。
- 1978年3月 一部の土地を松井ヶ丘小学校用地として売却。
- 1979年2月1日 タウン予定地内の飛地解消のため、八幡市と田辺町との境界変更を実施。（約24.3haの土地を両市町で交換）
- 1979年4月 田辺町立松井ヶ丘小学校（現、京田辺市立松井ヶ丘小学校）が開校。
- 1979年8月 土地買収を完了。
- 1987年11月 土地造成工事に着手。
- 1989年3月11日 松井山手駅が開業。
- 1992年5月12日 京阪東ローズタウン街びらき。「タウンプラザ」、「京阪ザ・ストア 山手店」（タウンプラザ1階）がオープン。
- 1992年8月 「若葉ヶ丘」の入居を開始。
- 1992年11月 「京阪東ローズタウン ハウジングパーク」がオープン。
- 1994年9月4日 関西国際空港へのリムジンバスが運行開始。
- 1996年7月1日 ケーブルテレビの都市型サービスが開始。
- 1997年3月8日 JR東西線が開通。
- 1997年4月1日 綴喜郡田辺町が市制を施行し京田辺市となる。
- 1997年5月 「美鳥ヶ丘」の戸建分譲を開始。
- 1999年3月 「京阪東ローズタウン・ファインガーデン」第1期（A・B・C棟）が完成。
- 1999年5月23日 「京阪ザ・ストア 山手店」が閉店。
- 1999年5月28日 「フレスト 松井山手店」がオープン。
- 1999年6月 「京阪東ローズタウン・ファインガーデン」第2期（D・E棟）が完成。
- 2000年10月20日 「ソフィアモール」がオープン。
- 2000年11月 「あゆみヶ丘」の戸建分譲を開始。
- 2001年3月 「リーベスト松井山手」が完成。
- 2001年4月 「クレイン京都」がオープン。
- 2002年3月 「京阪東ローズタウン・ファインガーデンあゆみヶ丘」第1期（A・B・C・D棟）が完成。
- 2002年4月 八幡市立美濃山小学校が開校。
- 2002年6月 「京阪東ローズタウン・ファインガーデンあゆみヶ丘」第2期（E棟）が完成。
- 2003年3月30日 第二京阪道路 巨椋池IC－枚方東IC間が開通。
- 2004年4月 松井ヶ丘保育所分園「パステルキッズ」が開園。
- 2004年7月 「京阪フットサルプレイス」がオープン。
- 2004年10月 「京阪東ローズタウン・ファインパーク」第1期（C棟）が完成。
- 2004年11月 「あかねヶ丘」の戸建分譲を開始。
- 2005年3月 「京阪東ローズタウン・ファインパーク」第2期（A・B棟）が完成。
- 2005年10月21日 「ホームセンタームサシ 京都八幡店」がオープン。
- 2006年3月 「アルス松井山手」が完成。
- 2006年7月 「ジャラン 京田辺店」がオープン。
- 2006年10月12日 「フレスト 松井山手店」がリニューアル工事のため一時休業。
- 2006年11月20日 「ホームセンタームサシ」内の食品スーパー「フードデポ 京都八幡店」が閉店。
- 2006年11月24日 「フレスト 松井山手店」が増床リニューアルグランドオープン。
- 2006年12月16日 「ホームセンタームサシ」内に食品スーパー「MISUGIYA」等がオープン。（「フードデポ 京都八幡店」跡）
- 2007年1月20日 「松井山手総合住宅展示場」がオープン。（「京阪東ローズタウン ハウジングパーク」が移転・改称）
- 2007年1月 「ちとせヶ丘」の戸建分譲を開始。
- 2007年2月1日 京田辺市域のケーブルテレビの運営がケイ・キャットに移管。
- 2008年5月 「京阪東ローズタウン・ファインガーデンスクエア」第1期（A・B・E棟）が完成。
- 2009年3月 「京阪東ローズタウン・ファインガーデンスクエア」第2期（C・D・F棟）が完成。
- 2009年11月1日 京都駅への直通急行バス「ダイレクトエクスプレス直Q京都号」の運行を開始。
- 2010年2月 「あゆみヶ丘 Be-fa（ビーファ）」の戸建分譲を開始。（「あゆみヶ丘」のうち美濃山小学校北側の街区）
- 2010年3月20日 第二京阪道路 枚方東IC－門真JCT間が開通し全通。タウン内に京田辺パーキングエリアが開設。
- 2011年12月9日 「コストコホールセール 京都八幡倉庫店」がオープン。
- 2015年8月3日 「タウンプラザ」が閉館。（入居店舗・施設は近隣に分散移転）
- 2018年3月 「ロゼリ松井山手」がオープン。（「松井山手総合住宅展示場」跡）
- 2018年9月30日 「フレスト 松井山手店」南棟がリニューアル工事のため一時休業。
- 2018年11月22日 「フレスト 松井山手店」南棟がリニューアルグランドオープン。
- 2018年12月7日 「スパ＆ホテル水春 松井山手」がオープン。
- 2018年12月14日 「ブランチ松井山手」がオープン。（「タウンプラザ」、「京阪東ローズタウン ハウジングパーク」跡）

## 諸問題

### パチンコ店の出店
ジャラン 京田辺店の出店に際し、閑静な住宅地の環境が失われるとして多くの住民から反対の声が上がった。当初の計画では、松井山手駅から第二京阪道路京田辺パーキングエリアまでの地区をくずはモールのような大規模商業集積地区とし、京阪電鉄自らが商業施設群を建設・運営するとしていた。その一環として、同店と ネッツトヨタヤサカ 松井山手店、昭和シェル石油 松井山手SSの土地には、パーキングエリアと一体を成す商業施設が建設される計画であった。しかし、バブル経済の崩壊による消費低迷などを受け、京阪電鉄はこの計画を変更・縮小し、自らは開発せず、土地は売却することにした。
こうした経緯から、一部の住民には京阪電鉄がパチンコ店を誘致したと理解され、出店反対の声がパチンコ店の業者である永森商事ではなく京阪電鉄に向けられるという、奇妙な事態になった。
登記簿の記載や京阪電鉄から住民（自治会）への回答文によると、実際の経緯はつぎのようなものである。
- 2004年 不動産会社の1社が「ネッツ店を含む複合商業施設」の建設計画を京阪電鉄に提示。土地売買契約を締結。
- 2005年4月 京阪電鉄から不動産会社に土地引渡。同日、不動産会社からネッツトヨタヤサカと永森商事に土地引渡。京阪電鉄からの引渡式にはネッツトヨタヤサカのみが同席。
- 2005年5月 永森商事による土地取得が発覚。住民からの問い合わせをきっかけに京阪電鉄・京田辺市が出店計画を認知。
- 2005年10月 不動産会社から昭和シェル石油にSS用地を引渡。

このことから、京阪電鉄が売りに出した土地の一部への出店計画を立てた永森商事が、そのことを伏せて確実に土地を購入するために、不動産会社を間に入れたと考えるのが自然であり、京阪電鉄がパチンコ店を誘致したわけではない。しかし、計画変更・土地売却にあたって京田辺市との事前協議がなかったことと用途制限などの売却条件の設定が不十分であったことは京阪電鉄の落ち度であるとして、京田辺市議会などでも取り上げられ、京田辺市・京都府からタウンの将来に追うべき責任を踏まえた適切な対応と今後の再発防止を要請する文書が出された。
これを受け、京阪電鉄は永森商事に対し、パチンコ店に代わるテナントの紹介やネッツトヨタヤサカによる土地買取（実質的には京阪電鉄による買い戻し）を提示し、出店撤回の申し入れを行った。行政側も車両入口の設置を1か所に制限するなどの可能な範囲での圧力を加えたが、永森商事は出店は合法的であるとして撤回には応じなかった。タウン内では、商業地区であっても近隣センター地区や山手幹線沿道商業地区では地区計画でパチンコ店等を含めた全ての風俗営業店舗の建設が禁止されている。しかし、センター地区では、制限が緩められ、全ての性風俗関連特殊営業店舗とクラブ等（いわゆる2号営業）の風俗営業店舗の建設が禁止されているものの、パチンコ店等（いわゆる7号営業）の風俗営業店舗の建設は禁止されていない。
なお、京都府条例により児童福祉施設から100m以内ではパチンコ店の営業は禁止されている。センター地区にある松井ヶ丘保育園分園「パステルキッズ」は児童福祉施設にあたるため、現状ではセンター地区のどこでもパチンコ店を出店できるわけではない。

### 山手幹線の渋滞
近年、山手幹線沿道の開発によるロードサイド型店舗の増加、そして大型商業施設の出店などにより、欽明台西の交差点や第二京阪道路（国道1号バイパス）との交差点を先頭に、主に土日の昼間から夕方を中心に渋滞することが多い。

### 周辺での住宅地開発
当タウンが京阪間の近郊住宅地として一定の評価を受けるようになるにつれて、周辺で数戸～数十戸規模の小規模な住宅地開発が行われるようになってきている。また、百戸を超える中規模な住宅地開発も計画されている。
当タウン隣接地での開発の場合には、道路や街並みの点で都市計画や地区計画の基づいて形成された当タウンとの整合性が問題となっている。
近年では街並みの点については、行政側の開発業者への指導や地区計画適用地域の拡大などで一定の対応がされている。
当タウンに隣接しない開発の場合には直接的な影響はないものの、
「松井山手」あるいは「山手」の語句が開発地の名称の一部に用いられているため、
当タウンのイメージを誤って想起させているという問題がある。